# 江東区夢の島陸上競技場
江東区夢の島競技場（こうとうく ゆめのしまきょうぎじょう）は、東京都江東区にある陸上競技場である。施設は江東区が所有し、江東スポーツ施設運営パートナーズが指定管理者として運営管理を行っている。

## 施設概要
夢の島公園の内明治通り西側にあるスポーツ施設群の一角にある。陸上競技場を含む一連の施設は江東区夢の島総合運動場として公園とは別に江東区の指定管理者が構成施設を管理している。
本競技場で陸上競技は中学校・高校の部活動の大会などによく利用される。
メイン側から見てバックスタンド右側から左側ゴール裏にかけて後方にJR京葉線が通っており、カーブおよび新木場駅手前による減速も相まって、車内からもかなりの時間にわたりグラウンドの様子が見ることができる。

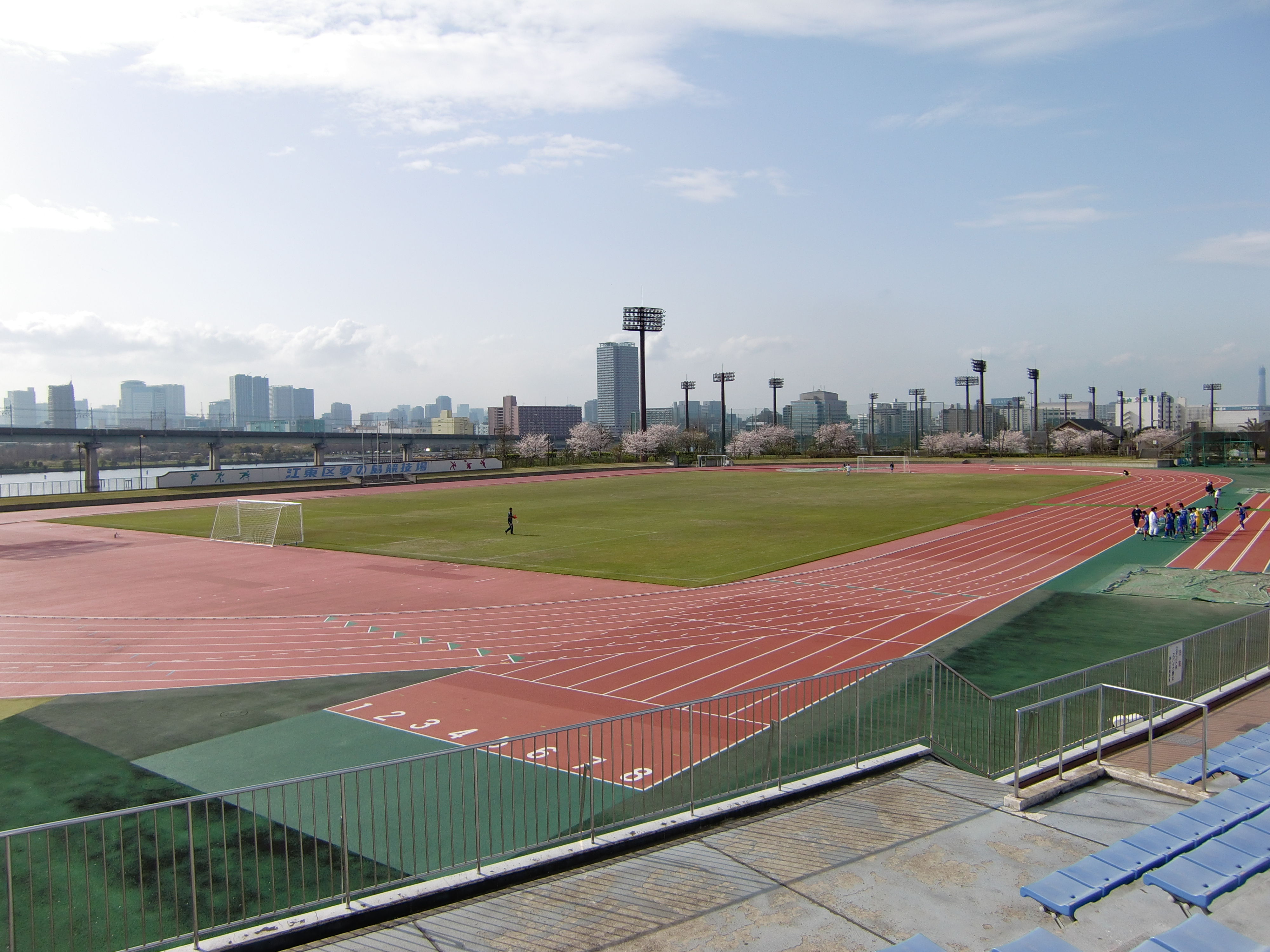
観客席からの俯瞰

## 開催された主なイベント・大会

### サッカー
- 日本フットボールリーグ[注釈 1]
- 関東大学サッカーリーグ戦
- FC東京U-23のホームゲーム(2016年～2019年)
- 横浜FCのホームゲーム(2001年～2004年)
- 日テレ・東京ヴェルディベレーザ・スフィーダ世田谷FCのホームゲーム

### ラグビー
- 清水建設江東ブルーシャークスのホストゲーム[1](ジャパンラグビーリーグワン)。
- 浦安D-Rocks(旧・NTTコミュニケーションズ シャイニングアークス東京ベイ浦安[2])のホストゲーム(ジャパンラグビーリーグワン)。
- 大学ラグビー公式戦(関東対抗戦・関東リーグ戦)
- ジャパンラグビートップリーグ

### 陸上競技
- 東京都中学校地域別陸上競技大会
- 東京都中学校支部対抗陸上競技選手権大会
- 高体連第2・3支部の各大会

## 設備
- 日本陸上競技連盟第2種公認
- トラック：400m×8レーン
- フィールド：105m×68m
- 収容人員5,050人 - メインスタンド:約2,350席(内屋根付席848、身障者席16 含む)、芝生スタンド:約2,700人
- 電光掲示板
- ナイター照明設備4基